# Wake Up (canción de Hilary Duff)
«Wake Up» es una canción de la cantante estadounidense Hilary Duff para su primer álbum recopilatorio, Most Wanted (2005). Fue coescrito por Duff y The Dead Executives, quienes también produjeron la canción. Junto con las otras tres nuevas grabaciones de Most Wanted. "Wake Up" fue creado con la intención de tener un "sonido totalmente diferente" del material anterior de Duff. Aunque pensó que el trabajo sería un nuevo hit en su carrera, al mismo tiempo estaba nerviosa por como sus admiradores reaccionarían ante el material. "Wake Up" fue lanzado como el sencillo principal de Most Wanted el 12 de julio de 2005.
Descrito por Duff como una canción de '80s-influencia dance-pop, 'Wake Up' es líricamente sobre salir y divertirse. La canción fue lanzada digitalmente en el Reino Unido el 24 de octubre de 2005.
"Wake Up" recibió críticas mixtas de los críticos. Algunos lo elogiaron por ser "irresistible" y tener una naturaleza divertida, mientras que otros lo criticaron por su letra "insípida" y señalaron que suena como "restos" de los lanzamientos anteriores de Duff. La canción alcanzó cierto éxito comercial, convirtiéndose en un éxito entre los diez primeros en Irlanda, Noruega, España y el Reino Unido. Alcanzó los 40 principales en varios otros países: Australia, los Países Bajos, Nueva Zelanda, Suiza y los Estados Unidos. El video musical que acompaña a la canción muestra a Duff saliendo de su casa y asistiendo a varios clubes nocturnos y fiestas.

## Antecedentes
El 20 de mayo de 2005, MTV News informó que Duff lanzaría un nuevo álbum en agosto, que incluiría pistas previamente lanzadas y cuatro nuevas grabaciones. También se anunció que antes del lanzamiento del álbum, Duff comenzaría una gira de conciertos de verano de 32 fechas en apoyo del álbum. El mes siguiente, en una entrevista con MTV News, Duff dijo que había estado trabajando con los hermanos Joel y Benji Madden, de la banda de rock estadounidense Good Charlotte, y Jason Epperson (conocidos juntos bajo el nombre de producción The Dead Executives) para escribir y producir nuevas canciones para la compilación. Ella dijo que "... son tres de mis canciones favoritas que he hecho alguna vez ... Fue muy divertido estar en el estudio con ellos". Descrita por Duff como la primera vez en que "toda la responsabilidad recaía sobre [ella]", ingresó al estudio de grabación sin la guía de su sello discográfico o de la gerencia.
Según Duff, no le dijo a nadie en su sello discográfico que estaba trabajando con los Dead Executives. Joel, con quien Duff había estado saliendo en ese momento, sabía que necesitaba material nuevo para un álbum de compilación, y sabía que ella quería un "sonido totalmente diferente". Juntos, los ejecutivos de Dead ingresaron al estudio de grabación y trabajaron en música nueva para Duff, antes de llevarla al estudio para trabajar colectivamente en ellos. Duff describió el trabajo con ellos como agradable, y la música como un nuevo hito en su carrera, afirmando que trabajar con "gente con la que estás cerca hace una gran diferencia cuando grabas y eres creativo". Al mismo tiempo, Duff también estaba nerviosa sobre cómo reaccionarían sus fanes ante la nueva música. Duff grabó cuatro pistas para el álbum, tres de las cuales fueron coescritas y producidas con los Dead Executives.

## Composición
"Wake Up" es una canción pop dance de medio tiempo con "pop-technosound" más maduro que el trabajo anterior de Duff. Ella ha descrito el género de la canción como "muy dance" y de tipo de pop-not ochentero, pero algo de eso en eso". Según ella, la canción "hace que desees olvidarte de toda la presión de tratar con tu jefe, tu maestra, tu madre o [cualquiera]", y discute líricamente "salir y no olvidarte de pasar un buen rato". " Duff también ha dicho que "es realmente una canción pegadiza, pero habla de estar en todos mis lugares favoritos del mundo, como Tokio, París, Londres y Nueva York". La canción está escrita en la tecla de E mayor y se establece en tiempo común, con un tempo de 118 latidos por minuto. Su instrumentación proviene de una guitarra, bajo y batería. Cuenta con la secuencia de E5-E / G # -A (# 11) como su progresión de acordes. El rango vocal de Dough abarca exactamente una octava, desde C#4-C#5.

## Recepción crítica
Sal Cinquemani criticó las letras de la canción, calificándolas de "insípidas". Stephen Thomas Erlewine de Allmusic describió la canción como "un giro dulce y ligeramente apático en 'Cool' de Gwen Stefani" y, según él, "suena un poco como restos" de los lanzamientos anteriores de Duff.

## Rendimiento comercial
En los Estados Unidos, "Wake Up" se lanzó a la mayoría de las principales 40 emisoras el 12 de julio de 2005. En gran parte, debido a las altas ventas de descargas digitales, el sencillo ingresó al Billboard Hot 100 en el número veintinueve a mediados de agosto, el de la semana, siendo su mayor debut. Pasó dos semanas en los primeros cuarenta y seis en el Hot 100, y también alcanzó el top 40 en el gráfico Pop 100 de Billboard. En octubre de 2005, la RIAA certificó el oro "Wake Up" para sus ventas de descargas. A partir del 27 de julio de 2014, la canción había vendido 437,000 copias digitales en los Estados Unidos.
"Wake Up" tuvo más éxito fuera de los Estados Unidos. Fue lanzado en el Reino Unido a fines de octubre y debutó en el número siete, la posición más alta de Duff en la lista de sencillo en venta de allí.

## Vídeo Musical
El video se mueve muy rápido y tiene todos estos [rápidos] rápidos. Me muestra en Tokio, Londres, París, Nueva York, y pasa por todos estos aspectos diferentes, [uno] en cada ciudad, y solo muestra que no importa dónde estés, la gente quiere [hacer] las mismas cosas: bailar y fiesta. [...] El [estilo] se ve algo granulado y es un aspecto totalmente diferente para mí ". - Dijo Duff en una entrevista

El video musical Wake Up, Duff hace un recorrido desde la década de los 80 hasta la actualidad, haciendo un homenaje a las "chicas Bond" de las cuales ella es fan. En el vídeo, Duff aparece despertándose, sale de su hogar y visita varios clubs nocturnos de algunas ciudades del mundo como Nueva York (Hilary con camisa de cruz roja), Londres (Hilary con bufanda), París (Hilary con boina roja) y Tokio (Hilary con peluca negra y ropa J-Pop), aparece con distintos vestuarios y con peinados diferentes.
Se estrenó el 12 de julio en TRL, permaneció 50 días en el conteo, alcanzó el primer lugar en 3 ocasiones y logró el retiro. En Los 10+ pedidos de México, estuvo 83 días y 14 veces en el número 1. También alcanza varias veces la cima del TRL italiano.

## Formatos y lista de canciones
| CD 1 1. «Wake Up» 2. «Wake Up» (DJ Kaya dance remix) CD 2 1. «Wake Up» 2. «Wake Up» (DJ Kaya Long-T mix) 3. «Come Clean» (remix 2005) 4. «Wake Up» (video) | CD single 1. «Wake Up» (álbum) – 3:37 2. «Who's That Girl» (acoustic) – 3:25 Ediciones Especiales Internacionales - «Wake Up» (Dj Kaya Long-T Remix) - «Wake Up» (Dj Kaya Dance Remix) |

## Posicionamiento en listas

### Semanales
| Listas (2005)                               | Máxima posición |
| ------------------------------------------- | --------------- |
| Alemania (Offizielle Deutsche Charts)       | 68              |
| Australia (ARIA)                            | 15              |
| Austria (Ö3 Austria Top 40)                 | 46              |
| Bélgica (Flandes) (Ultratip Bubbling Under) | 5               |
| Bélgica (Valonia) (Ultratip Bubbling Under) | 17              |
| Brasil (ABPD)                               | 19              |
| España (Top 100 Canciones)                  | 9               |
| Estados Unidos (Billboard Hot 100)          | 29              |
| Estados Unidos (Digital Songs)              | 4               |
| Estados Unidos (Mainstream Top 40)          | 22              |
| Europa (Eurochart Hot 100)                  | 20              |
| Francia (SNEP)                              | 24              |
| Irlanda (IRMA)                              | 5               |
| Italia (FIMI)                               | 2               |
| Nueva Zelanda (Recorded Music NZ)           | 24              |
| Noruega (VG-lista)                          | 5               |
| Países Bajos (Dutch Top 40)                 | 31              |
| Reino Unido (UK Singles Chart)              | 7               |
| Suecia (Sverigetopplistan)                  | 45              |
| Suiza (Schweizer Hitparade)                 | 31              |

### Anuales
| Listas (2005)    | Posiciones |
| ---------------- | ---------- |
| Australia (ARIA) | 100        |

## Historial de lanzamientos
| Country        | Date                   | Format                 | Label             |
| -------------- | ---------------------- | ---------------------- | ----------------- |
| Estados Unidos | 12 de julio de 2005    | Contemporary hit radio | Hollywood         |
| Australia      | 28 de agosto de 2005   | CD single              | Festival Mushroom |
| Italia         | 19 de octubre de 2005  | CD single              | Virgin            |
| Alemania       | 21 de octubre de 2005  | CD single              | EMI               |
| Reino Unido    | 24 de octubre de 2005  | CD single              | Liberty           |
| Alemania       | 4 de noviembre de 2005 | CD single              | EMI               |